# Katarzyna Smyk
Katarzyna Smyk (ur. 9 stycznia 1975 w Lublinie) – polska urzędniczka państwowa i unijna, politolog, doktor nauk humanistycznych, 2024 dyrektor Przedstawicielstwa Komisji Europejskiej w Polsce.

## Życiorys
Absolwentka I Liceum Ogólnokształcącego im. Stanisława Staszica w Lublinie. Ukończyła studia wyższe. W 2006 uzyskała stopień doktora nauk humanistycznych na Wydziale Politologii i Dziennikarstwa Uniwersytetu Marii Curie-Skłodowskiej w Lublinie ze specjalnością w zakresie stosunków międzynarodowych. Kształciła się podyplomowo w Krajowej Szkole Administracji Publicznej, została stypendystką FCO Chevening Scholarship w Sussex European Institute na Uniwersytecie Sussex.
Pracę zawodową rozpoczęła w Rządowym Centrum Studiów Strategicznych, później zajmowała się negocjacjami akcesyjnymi w Urzędzie Komitetu Integracji Europejskiej. W 2012 została wicedyrektorem sekretariatu Ministra Spraw Zagranicznych, odpowiadając za wsparcie Ministra ds. Europejskich i doradcy premiera ds. Rady Europejskiej. W latach 2014–2019 doradca polityczny w gabinecie przewodniczącego Rady Europejskiej, a w latach 2020–2024 doradcą i członkiem zespołu ds. zintegrowanego reagowania na szczeblu politycznym w sytuacjach kryzysowych Sekretariatu Generalnego Rady Europy, w tym od 2023 jako główny koordynator. Weszła w skład rady think tanku Europejska Rada Spraw Zagranicznych.
Z dniem 15 września 2024 objęła funkcję dyrektor Przedstawicielstwa Komisji Europejskiej w Polsce (po ponad trzyletnim wakacie na tej funkcji).